# Linia kolejowa Borsdorf – Coswig
Linia kolejowa Borsdorf – Coswig – linia kolejowa w Niemczech, w kraju związkowym Saksonia. Została otwarta  przez Leipzig-Dresdner Eisenbahn-Compagnie. Biegnie głównie wzdłuż Freiberger Mulde z Borsdorf przez Döbeln i Miśnię do Coswig koło Drezna. Jest to część połączenia z Lipska do Drezna, ale obecnie jest wykorzystywana w ruchu regionalnym.
Jest to w większości linia jednotorowa i niezelektryfikowana. Tylko na odcinku Meißen-Triebischtal – Coswig (9 km) jest sieć zasilana napięciem zmiennym 15 kV 16,7 Hz i na odcinku Meißen Altstadt - Coswig (8 km) jest dwutorowa.